# Port lotniczy Nankin-Lukou
Port lotniczy Nankin-Lukou (IATA: NKG, ICAO: ZSNJ) – port lotniczy obsługujący Nankin, w prowincji Jiangsu, w Chińskiej Republice Ludowej.

## Linie lotnicze i połączenia
| Linia Lotnicza            | Kierunek |
| ------------------------- | --- |
| 9 Air                     | 1. Changchun 2. Guangzhou 3. Guiyang 4. Harbin 5. Qionghai 6. Tongren |
| Chang’an Airlines         | 1. Xi’an |
| Air China                 | 1. Pekin 2. Pekin-Daxing 3. Chengdu-Shuangliu 4. Chengdu-Tianfu 5. Chongqing |
| Air Guilin                | 1. Guilin |
| Air Macau                 | 1. Makau |
| Air Travel                | 1. Baoshan 2. Hohhot 3. Kunming 4. Liupanshui 5. Shenzhen |
| Asiana Airlines           | 1. Seul-Inczon |
| Beijing Capital Airlines  | 1. Bangkok-Suvarnabhumi 2. Bazhong 3. Chenzhou 4. Chongqing 5. Enshi 6. Haikou 7. Kunming 8. Lijiang 9. Sanya 10. Shijiazhuang 11. Urumczi 12. Xi’an 13. Xishuangbanna |
| Cathay Pacific            | 1. Hongkong |
| Chengdu Airlines          | 1. Guiyang 2. Hohhot |
| China Eastern Airlines    | 1. Bangkok-Suvarnabhumi 2. Baotou 3. Beihai 4. Pekin-Daxing 5. Changchun 6. Changsha 7. Chengdu-Tianfu 8. Chongqing 9. Dali 10. Dalian 11. Datong 12. Fuzhou 13. Guangzhou 14. Guilin 15. Guiyang 16. Handan 17. Harbin 18. Ho Chi Minh (od 15 stycznia 2025) 19. Hohhot 20. Hongkong 21. Jiayuguan 22. Jieyang 23. Jinggangshan 24. Kaohsiung 25. Kuala Lumpur 26. Kunming 27. Lanzhou 28. Lijiang 29. Liuzhou 30. Makau 31. Mang 32. Melbourne 33. Mianyang 34. Mudanjiang 35. Nanning 36. Ordos 37. Phuket 38. Qingdao 39. Qionghai 40. Sanya 41. Seul-Inczon 42. Szanghaj-Pudong 43. Shenyang 44. Shenzhen 45. Singapur 46. Sydney 47. Taizhong 48. Tajpej-Taoyuan 49. Taiyuan 50. Tokio-Narita 51. Urumczi 52. Weihai 53. Xiamen 54. Xi’an 55. Xining 56. Xishuangbanna 57. Yanji 58. Yibin 59. Yinchuan 60. Yining 61. Zhanjiang 62. Zhengzhou 63. Zhuhai 64. Zunyi |
| China Express Airlines    | 1. Yan’an |
| China Southern Airlines   | 1. Changchun 2. Changsha 3. Dalian 4. Guangzhou 5. Guiyang 6. Haikou 7. Harbin 8. Jieyang 9. Nanning 10. Sanya 11. Shenyang 12. Shenzhen 13. Urumczi 14. Yining 15. Zhuhai |
| China United Airlines     | 1. Ordos |
| Chongqing Airlines        | 1. Chongqing |
| Colorful Guizhou Airlines | 1. Guiyang 2. Xingyi |
| Donghai Airlines          | 1. Shenzhen 2. Zhuhai |
| Fuzhou Airlines           | 1. Haikou |
| Hainan Airlines           | 1. Chongqing 2. Guangzhou 3. Haikou 4. Lanzhou 5. Qinhuangdao 6. Sanya 7. Shenzhen 8. Taiyuan 9. Urumczi 10. Xi’an |
| Hebei Airlines            | 1. Shenyang 2. Shijiazhuang |
| Hong Kong Airlines        | 1. Hongkong |
| Jiangxi Air               | 1. Nanchang 2. Nanyang |
| Juneyao Airlines          | 1. Anshan 2. Bangkok-Don Muang 3. Bangkok-Suvarnabhumi 4. Bijie 5. Changchun 6. Changsha 7. Chengdu-Tianfu 8. Chifeng 9. Chongqing 10. Dalian 11. Guilin 12. Guiyang 13. Harbin 14. Hengyang 15. Hongkong 16. Huizhou 17. Jeju 18. Kunming 19. Lanzhou 20. Lijiang 21. Liuzhou 22. Nagoja-Centrair 23. Nanning 24. Osaka-Kansai 25. Phuket 26. Qingdao 27. Seul-Inczon 28. Shenyang 29. Taiyuan 30. Xiamen 31. Xi’an 32. Yingkou 33. Yulin 34. Zhangjiajie |
| Korean Air                | 1. Seul-Inczon |
| Kunming Airlines          | 1. Guiyang 2. Zhijiang 3. Kunming 4. Taiyuan 5. Xiangyang 6. Zunyi |
| Loong Air                 | 1. Changchun 2. Xishuangbanna |
| Lucky Air                 | 1. Chengdu-Tianfu 2. Ganzhou 3. Kunming 4. Lijiang |
| Neos                      | 1. Mediolan-Malpensa |
| Nok Air                   | 1. Bangkok-Don Muang |
| Okay Airways              | 1. Changsha 2. Guilin 3. Kunming |
| Qingdao Airlines          | 1. Changchun 2. Haikou 3. Sanya |
| Royal Air Philippines     | Czartery: 1. Caticlan |
| Scoot                     | 1. Singapur |
| Shandong Airlines         | 1. Chongqing 2. Guilin 3. Guiyang 4. Hohhot 5. Jiamusi 6. Kunming 7. Qingdao 8. Urumczi 9. Xiamen 10. Yantai |
| Shanghai Airlines         | 1. Changchun 2. Jieyang |
| Shenzhen Airlines         | 1. Changchun 2. Chengdu-Tianfu 3. Chongqing 4. Fuzhou 5. Guangzhou 6. Haikou 7. Harbin 8. Hongkong (od 15 stycznia 2025) 9. Huizhou 10. Lanzhou 11. Makau 12. Nanning 13. Osaka-Kansai 14. Quanzhou 15. Shenyang 16. Shenzhen 17. Taiyuan 18. Turfan 19. Yantai 20. Yinchuan 21. Yuncheng 22. Zhanjiang 23. Zhuhai |
| Sichuan Airlines          | 1. Chengdu-Shuangliu 2. Chengdu-Tianfu 3. Chongqing 4. Harbin 5. Kunming 6. Longyan 7. Luzhou 8. Wanzhou 9. Xichang 10. Xishuangbanna |
| Spring Airlines           | 1. Dalian 2. Jeju 3. Jieyang 4. Lanzhou 5. Shenyang 6. Shenzhen 7. Weihai |
| Spring Airlines Japan     | 1. Tokio-Narita |
| Suparna Airlines          | 1. Shenzhen |
| Thai AirAsia              | 1. Bangkok-Don Muang |
| Thai Lion Air             | 1. Bangkok-Don Muang |
| Tianjin Airlines          | 1. Guiyang 2. Haikou 3. Xi’an |
| Tibet Airlines            | 1. Dali 2. Dazhou 3. Guangyuan 4. Lhasa 5. Lijiang 6. Xi’an |
| Urumqi Air                | 1. Hanzhong 2. Urumczi 3. Zhanjiang |
| VietJet Air               | 1. Nha Trang |
| Vietnam Airlines          | 1. Nha Trang |
| West Air                  | 1. Chongqing 2. Guiyang 3. Kunming 4. Luzhou 5. Wulong |
| Xiamen Air                | 1. Changsha 2. Dalian 3. Fuzhou 4. Harbin 5. Lanzhou 6. Quanzhou 7. Shenyang 8. Taiyuan 9. Xiamen 10. Yuncheng |